# 24の前奏曲 (ショスタコーヴィチ)
24の前奏曲 作品34は、ドミートリイ・ショスタコーヴィチが作曲したピアノ曲集。ショパンの同名の作品を参考にして作られている。前奏曲集が作曲されたのは、音楽院時代に作曲された『5つの前奏曲』以来である。

## 概要
オペラ『ムツェンスク郡のマクベス夫人』作品29が完成された直後の1932年12月30日から1933年3月2日にかけて作曲され、およそ1日に1曲の割合で作曲されたという。後年の『24の前奏曲とフーガ』と同様、全ての調性を用いているが、厳格なスタイルによる『24の前奏曲とフーガ』に比べれば、自由な性格の小品が集められている。
オペラ『ムツェンスク郡のマクベス夫人』とバレエ音楽『明るい小川』がプラウダ批判の対象に挟まれたことと、ピアノ独奏曲としては地味であるという理由で、当初この前奏曲集はあまり注目されなかった。しかし、スクリャービンやラフマニノフと続くロシアのピアノ音楽を継承する作品として評価は高かった。
全曲の初演は1933年5月24日にモスクワで、ショスタコーヴィチ自身のピアノによって行われた。なお、ショパン・コンクールで落選したショックから、ショスタコーヴィチはピアノの演奏活動をあまり行っていなかったが、『24の前奏曲』やピアノ協奏曲第1番を作曲したことによって、次第に自作を中心とした演奏活動に復帰した。

## 構成
- 第1番 ハ長調
- 第2番 イ短調
- 第3番 ト長調
- 第4番 ホ短調
- 第5番 ニ長調
- 第6番 ロ短調
- 第7番 イ長調
- 第8番 嬰ヘ短調
- 第9番 ホ長調
- 第10番 嬰ハ短調
- 第11番 ロ長調
- 第12番 嬰ト短調
- 第13番 嬰ヘ長調
- 第14番 変ホ短調
- 第15番 変ニ長調
- 第16番 変ロ短調
- 第17番 変イ長調
- 第18番 ヘ短調
- 第19番 変ホ長調
- 第20番 ハ短調
- 第21番 変ロ長調
- 第22番 ト短調
- 第23番 ヘ長調
- 第24番 ニ短調

ショパン風の作風が散見されるものの、全てはショスタコーヴィチのスタイルで書かれ、最初期に作曲されたピアノ曲『3つの幻想的な舞曲』を連想させるような独特の雰囲気に満ちている。

## 関連作品
- 24の前奏曲とフーガ
- ショパン『24の前奏曲』